# Baby Elephant Walk
«Baby Elephant Walk»  (en español: "El paso del elefantito") es una composición musical escrita en 1961 por el compositor Henry Mancini, para el lanzamiento en 1962 de la película ¡Hatari!. El compositor combina el  instrumento de viento-metal (como la tuba) y el instrumento de viento-madera, siendo uno de los trabajos más conocidos de dicho compositor.
Es de destacar que, para la grabación del tema musical, Mancini contó con el virtuosismo de uno de los flautistas más importantes de todos los tiempos: James Galway.
Versiones:
- En 1963 el Trio Esperança en Brasil la grabó con el nombre de "O Passo do Elefantinho" con letra de Ruth Blanco.
- En 1963 The Fabulous Echoes en su álbum LP Those Fabulous Echoes la grabaron en Diamond Records en Hong Kong.
- En 1964 Bill Haley & His Comets la grabaron para Discos Orfeón en México.
- En 1963 Los Apson para Discos Peerless en México como "El paso del elefantito" en su álbum instrumental "Llegaron Los Apson".

Otros:
- En el sencillo Larks' Tongues in Aspic, Part One del álbum homónimo de la banda de rock progresivo King Crimson, el multi intrumentista David Cross interpreta una cita de la línea melódica principal de esta composición en flauta traversa desde el minuto 6:58.

Otros medios:
- Una versión electrónica en la parte final del videojuego de arcade "King of Boxer" de Woodplace Inc. en 1985.